# Stazione di Albacete-Los Llanos
La stazione di Albacete-Los Llanos (in spagnolo Estación de Albacete-Los Llanos) è la principale stazione ferroviaria di Albacete, Spagna.